# Univerzita Kostnice
Univerzita Kostnice, Univerzita Konstanz nebo Kostnická univerzita (německy Universität Konstanz) je německá univerzita ve městě Kostnice (Konstanz) v Bádensku-Württembersku. Byla založena roku 1966 a hlavní kampus na vrchu Gießberg byl otevřen roku 1972. Je pravidelně zařazována mezi 250 nejlepších světových univerzit v žebříčku Times Higher Education World University Rankings a v Německu se jí přezdívá „Malý Harvard“. Má asi 10 000 studentů, kteří studují v asi stovce akademických programů. Univerzitní knihovna vlastní přes dva miliony knih.